# US-amerikanische Badmintonmeisterschaft 2013
Die US-amerikanische Badmintonmeisterschaft 2013 fand vom 29. bis zum 31. März 2013 im Orange County Badminton Club in Orange, Kalifornien, statt.

## Medaillengewinner
| Disziplin    | Gold                               | Silber                      | Bronze                           |
| ------------ | ---------------------------------- | --------------------------- | -------------------------------- |
| Herreneinzel | Hock Lai Lee                       | Sattawat Pongnairat         | Agusriadi Wijaya Amphie          |
| Herreneinzel | Hock Lai Lee                       | Sattawat Pongnairat         | Siraroj Phanpuchara              |
| Dameneinzel  | Jamie Subandhi                     | Christine Yang              | Tiffany Lam                      |
| Herrendoppel | Christian Christianto Tony Gunawan | Howard Bach Hock Lai Lee    | Phillip Chew Sattawat Pongnairat |
| Damendoppel  | Eva Lee Paula Obanana              | Thuy Hoang Daphne Ng        | Cherie Chow Christine Yang       |
| Mixed        | Howard Bach Eva Lee                | Phillip Chew Jamie Subandhi | Kyle Emerick Thuy Hoang          |